# شوكة تغصنية
الشوكة التغصنية هي نتوء غشائي صغير من تغصن عصبوني، يتلقى عادةً مدخلات من محور عصبي واحد عند المشبك. تعمل الشوكة التغصنية كموقع تخزين لزيادة قوة التشابك وتساعد في نقل الإشارات الكهربائية إلى جسم الخلية العصبية. تحتوي معظم الأشواك على رأس منتفخ (تغصن قمي) وعنق رفيع يربط الشوكة مع جسم التغصنات. تحتوي التغصنات في خلية عصبية واحدة على مئات إلى آلاف الأشواك التغصنية. توفر الشوكة التغصنية ركيزة تشريحية لتخزين الذاكرة والنقل عبر المشابك، وتعمل أيضًا على زيادة عدد الاتصالات بين الخلايا العصبية. قد تؤثر التغيرات في نشاط الخلايا العصبية على تشكل الأشواك التغصنية.

## البنية
عادة ما تكون الأشواك التغصنية صغيرة الحجم، يتراوح حجم التغصن القمي من 0,01 ميكرومتر إلى 0,8 ميكرومتر. يكون التغصن القمي كبير الحجم في الأشواك التي تكوّن اتصالات مشبكية قوية، يتصل التغصن القمي مع التغصن الأساسي عبر عنق غشائي. توجد أشكال متعددة للأشواك التغصنية وأكثرها شيوعًا هي الرقيقة، والقصيرة، والفطرية الشكل، والمتفرعة.  أظهرت دراسات المجهر الإلكتروني أن هناك سلسلة متصلة من الأشكال بين هذه الفئات. يتغير شكل وحجم الأشواك التغصنية تبعًا لقوة ونضج مشابكها العصبية.

### التوزع
عادة ما تتلقى الأشواك التغصنية تنبيهات محفزة من المحاور العصبية، يمكن أن تتلقى الشوكة التغصنية نفسها تنبهات محفزة ومثبطة. لا يكفي وجود محور عصبي محفز بجوار الشوكة التغصنية للتنبؤ بوجود المشبك العصبي، هذا ما توصل له مختبر ليختمان في عام 2015.
عُثر على الأشواك التغصنبة في تفرعات معظم الخلايا العصبية الرئيسية في الدماغ، بما في ذلك الخلايا العصبية الهرمية للقشرة المخية الجديدة، والخلايا العصبية الشوكية المتوسطة للجسم المخطط، وخلايا بركنجي في المخيخ. تتواجد الأشواك التغصنية بكثافة تصل إلى 5 أشواك على امتداد 1 ميكرومتر من التغصنات. قد تتلقى الخلايا العصبية الهرمية الحُصَينية والقشرية عشرات الآلاف من التنبيهات المحفزة، تكون الأشواك التغصنية في التشعبات العصبية لألياف بوركينجي أكبر حجمًا.

### الهيكل الخلوي
يزيد الهيكل الخلوي للأشواك المتغصنة من طواعية المشبك؛ وبغياب هذه البنية الحيوية لن تتمكن الأشواك التغصنية من تغيير أحجامها أو أشكالها بسرعة استجابةً للمنبهات. قد تؤثر هذه التغييرات الشكلية على الخواص الكهربائية للأشواك. يتكون الهيكل الخلوي للأشواك التغصنية بشكل أساسي من الأكتين الخيطي. توجد مونومرات التيوبيولين والبروتينات المرتبطة بالأنابيب الدقيقة، والأنابيب الدقيقة المنظمة. يتكون الهيكل الخلوي للأشواك التغصنية من الأكتين بشكل أساسي، ما يزيد من حيويتها وقابليتها لتغير الشكل والحجم. يحدد الهيكل الخلوي للأكتين شكل الشوكة التغصنية، وتقوم منظمات الأكتين، وبروتينات ال GTPases الصغيرة مثل Rac وRhoA وCDC42 بتعديل هذا الهيكل الخلوي بسرعة. ينتج عن فرط نشاط Rac1 أشواك متغصنة أصغر.
بالإضافة إلى نشاطها الكهربائي ودورها بنشاط المستقبلات، قد تترجم الأشواك التغصنية البروتينات نظرًا لامتلاكها حويصلات بروتينية. لوحظت أجزاء الشبكة الإندوبلازمية الملساء (SERs) في الأشواك المتغصنة. يعتمد تكوين الشبكة الإندوبلازمية للأشواك التغصنية على بروتين سينابتوبودين ويعتقد أنه يلعب دورًا مهمًا في معالجة الكالسيوم. وجدت أيضًا الحويصلات الملساء في الأشواك التغصنية، ما يدعم فرضية النشاط الحويصلي في الأشواك التغصنية. يشير وجود عديد الريبوسومات في الأشواك التغصنية إلى دورها في ترجمة البروتينات إلى جانب التغصنات العصبية.

## الفيزيولوجيا

### نشاط المستقبل
تعبّر الأشواك التغصنية عن مستقبلات الغلوتامات (مثل مستقبلات AMPA ومستقبلات NMDA) بالإضافة إلى مستقبل TrkB لـ BDNF على سطحها، ويُعتقد أنه يلعب دورًا في بقاء الأشواك التغصنية. يحتوي الجزء العلوي من الشوكة التغصنية على منطقة كثيفة الإلكترون يشار إليها باسم (كثافة ما بعد المشبكي). تكون الكثافة بعد المشبكية قريبة من المنطقة النشطة من المحور العصبي قبل المشبكي، وتشكل حوالي 10% من مساحة سطح الأشواك التغصنية؛ تتحرر الناقلات العصبية من المنطقة قبل المشبكية لترتبط بمستقبلاتها الموجودة في الكثافة بعد المشبكية للأشواك التغصنية. يصل الكادهرين المعتمد على الكالسيوم بين المحاور العصبية والأشواك التغصنية في أكثر من نصف الحالات، ويشكل موصل ملتصق بين خليتين عصبيتين.

### الأهمية في مجال التعلم والذاكرة

#### دليل الأهمية
تلعب لدونة الأشواك التغصنية دورًا في الدوافع والتعلم والذاكرة. تشمل عملية الذاكرة طويلة المدى نمو أشواك متغصنة جديدة (أو تضخم الأشواك الموجود مسبقًا) وتعزيز مسار عصبي معين. يتأثر عمر الأشواك التغصنية بنشاط الإدخال نظرًا لمرونة هياكلها، قد تلعب ديناميكيا الأشواك دورًا مهمًا في الحفاظ على الذاكرة مدى الحياة.
يؤثر استقرار الأشواك التغصنية على التعلم التنموي، يؤثر استقرار الأشواك التغصنية على التعلم التنموي. يكون معدل تبدل الأشواك التغصنية مرتفعًا نسبيًا لدى الشباب، وينتج عنه خسارة في مجمل الأشواك التغصنية. قد يميز هذا المعدل المرتفع الفترات الحرجة للنمو، ويعكس القدرة على التعلم في مرحلة المراهقة، تظهر مناطق قشرية مختلفة مستويات مختلفة من تبدل المشابك أثناء التطور، ما قد يعكس فترات حرجة متفاوتة لمناطق معينة من الدماغ.  تكون معظم الأشواك ثابتة في مرحلة البلوغ ويزداد عمرها النصفي. يقل زوال الأشواك بشكل منتظم مع التطور، وهذا ما يفسر استقرار الذكريات في مرحلة النضج.
تشير التجارب إلى دور تبدل الأشواك التغصنية في الحفاظ على الذكريات طويلة المدى، على الرغم من عدم وضوح آلية تأثير التجربة الحسية على الدوائر العصبية. يوجد نموذجان عامان لوصف تأثير التجربة على اللدونة الهيكلية. قد تؤدي الخبرة والنشاط إلى تكوين الاتصالات المشبكية التي تخزن المعلومات ذات المغزى وتسمح بالتعلم. قد تتشكل الوصلات المشبكية بوفرة، وتؤدي الخبرة والنشاط إلى تشذيب هذه المشابك.
يؤثر الإغناء البيئي على الأشواك التغصنية، وكثافتها، والعدد الإجمالي لنقاط الاشتباك العصبي، أثبتت هذه النتائج لدى حيوانات التجارب في جميع الأعمار. أثبت أيضًا أن التدريب على المهارات يؤدي إلى تكوين واستقرار الأشواك التغصنية الجديدة مع تراجع استقرار الأشواك القديمة، ينطوي تعلم مهارة جديدة على عملية إعادة توصيل للدارات العصبية. يرتبط معدل إعادة تشكيل الأشواك التغصنية بنجاح عملية التعلم، ما يشير إلى أهمية اللدونة الهيكلية المشبكية في تكوين الذاكرة. تزداد قوة الأشواك التغصنية واستقرارها في غضون ساعات بعد التدريب.
بينما يرتبط الإغناء والتدريب بزيادة تكوين الأشواك التغصنية واستقرارها، يؤدي الحرمان الحسي طويل المدى إلى إزالة المزيد من الأشواك التغصنية. وبالتالي يؤثر على الدارات العصبية طويلة المدى. لوحظ زيادة سرعة التخلص من الأشواك التغصنية أثناء استعادة التجربة الحسية بعد الحرمان في فترة المراهقة، ما يشير دورها المهم في إزالة الأشواك التغصنية أثناء فترة النمو. أثبت أن نماذج الحرمان الحسي الأخرى تزيد من ثبات الأشواك التغصنية الجديدة.
تركز الأبحاث في مجال الأمراض والإصابات العصبية بمزيد من الاهتمام على طبيعة وأهمية تجدد الأشواك التغصنية. تحدث زيادة ملحوظة في اللدونة الهيكلية في موقع السكتة الدماغية، وقد لوحظت زيادة بمقدار خمسة إلى ثمانية أضعاف في معدلات تجدد الأشواك التغصنية. تتفكك التشعبات وتتجمع بسرعة أثناء نقص التروية كالسكتة الدماغية، أظهر الناجون زيادة في تبدل الأشواك التغصنية. في حين لوحظ خسارة بمجمل الأشواك لدى مرضى الزهايمر وحالات الإعاقة الذهنية، يرتبط تعاطي الكوكايين والأمفيتامين بزيادة التغصنات وكثافة الأشواك في قشرة الفص الجبهي والنواة المتكئة. تتغير كثافة الأشواك التغصنية في مختلف الأمراض الدماغية، ما يشير إلى استقرار هذه الأشواك في الظروف العادية واختلال هذا الاستقرار في الحالات المرضية.
هناك أيضًا بعض الأدلة على خسارة الأشواك التغصنية نتيجة الشيخوخة. لاحظت إحدى الدراسات التي أجريت على الفئران وجود علاقة بين الانخفاض المرتبط بالعمر في كثافة الأشواك في الحُصين وتراجع التعلم والذاكرة في الحصين مع التقدم بالعمر.